# Lester Cockney
Lester Cockney – belgijska, francuskojęzyczna seria komiksowa autorstwa Franza Drappiera, znanego pod pseudonimem Franz. Stworzona w 1980 i początkowo publikowana w odcinkach w czasopiśmie "Tintin", w 1982 zaczęła się ukazywać w formie osobnych tomów nakładem wydawnictwa Le Lombard. Ostatni tom wydano w 2005. Po polsku Lestera Cockneya opublikowało w całości wydawnictwo Ongrys w tomach zbiorczych.

## Fabuła
Akcja serii toczy się pod koniec XIX wieku. Młody Irlandczyk Lester Cockney przypadkowo zabija oficera. Za karę zostaje wcielony do brytyjskiej armii i wysłany do Azji na wojnę z Afgańczykami. W trakcie przygód poznaje w Kabulu Angielkę Emmę Pebbleton, a w Indiach węgierską hrabinę Ilonę von Horvath-Palvi i Hinduskę Tarannę. Odtąd jego przygody przeplatają się z losami trzech kobiet. 

## Tomy
| Tom           | Tytuł i rok wydania polskiego  | Tytuł i rok wydania oryginalnego   | Uwagi                                                                               |
| Cykl pierwszy | Cykl pierwszy                  | Cykl pierwszy                      | Cykl pierwszy                                                                       |
| ------------- | ------------------------------ | ---------------------------------- | ----------------------------------------------------------------------------------- |
| 1             | Szaleńcy z Kabulu (2019)       | Les Fous de Kaboul (1982)          | Po polsku tomy te ukazały się w 2019 w wydaniu zbiorczym pt. Lester Cockney. Tom 1. |
| 2             | Skrzypiący śnieg (2019)        | La neige était crissante (1983)    | Po polsku tomy te ukazały się w 2019 w wydaniu zbiorczym pt. Lester Cockney. Tom 1. |
| 3             | Węgierka w Pendżabie (2019)    | Une Hongroise au Pendjab (1984)    | Po polsku tomy te ukazały się w 2019 w wydaniu zbiorczym pt. Lester Cockney. Tom 1. |
| 4             | "Chcę wrócić do Peczu!" (2019) | «Je veux retourner à Pecs!» (1985) | Po polsku tomy te ukazały się w 2019 w wydaniu zbiorczym pt. Lester Cockney. Tom 1. |
| 5             | Król Dalmatów (2019)           | Le Roi des Dalmates (1987)         | Po polsku tomy te ukazały się w 2019 w wydaniu zbiorczym pt. Lester Cockney. Tom 1. |
| 6             | Spiskowcy znad Dunaju (2022)   | Les Conjurés du Danube (1987)      | Po polsku tomy te ukazały się w 2022 w wydaniu zbiorczym pt. Lester Cockney. Tom 2. |
| 7             | Rozdarcie (2022)               | La Déchirure (1993)                | Po polsku tomy te ukazały się w 2022 w wydaniu zbiorczym pt. Lester Cockney. Tom 2. |
| 8             | Oregon Trail (2022)            | Oregon Trail (2005)                | Po polsku tomy te ukazały się w 2022 w wydaniu zbiorczym pt. Lester Cockney. Tom 2. |
| 9             | Na pięści (2022)               | Mise au poing (2005)               | Po polsku tomy te ukazały się w 2022 w wydaniu zbiorczym pt. Lester Cockney. Tom 2. |
| Cykl drugi    |                                |                                    |                                                                                     |
| 1             | Irish Melody (2025)            | Irish Melody (1994)                | Po polsku tomy te ukazały się w 2025 w wydaniu zbiorczym pt. Lester Cockney. Tom 3. |
| 2             | Shamrock Song (2025)           | Shamrock Song (1996)               | Po polsku tomy te ukazały się w 2025 w wydaniu zbiorczym pt. Lester Cockney. Tom 3. |